# Антирио
Антирио (на гръцки: Αντίρριο; на латински: Antirrhium) е град и бивш дем в Етолоакарнания, Западна Гърция. След реформата на местното самоуправление в Гърция от 2011 г. е част от дем Нафпакт. Бившият дем е с площ от 50.794 km 2.
Антирио е разположен в северната част на тесния проток на отсрещния град Рио в Пелопонес, който разделя залива на Патра на запад от Коринтския залив на изток. От месец август 2004 г. е в експлоатация и мост Рио-Антирио, свързващ Етолоакарнания с Пелопонес. Името Антирио означава „обратното или от другата страна на Рио“, като антипод.
Антирио е разположен на 10 км северно от град Патра и на 9 км югозападно от Лепанто. На 8 км северозападно от града е високата 1039 метра планина Клокова (известна също като Паливуна). От Антирио започва на север гръцката автомагистрала Йония Одос.
В непосредствена близост до пристанището на Антирио има морски фар и се намира крепостта на Антирио от средновековието.